# Teriyaki Boyz
Teriyaki Boyz es un grupo japonés de J-hip hop, originario de la ciudad de Yokohama. El grupo se compone de 4 raperos: Ilmari y Ryo-Z de Rip Slyme, Verbal de M-Flo y Wise; y el DJ Nigo. Su álbum debut titulado Beef or Chicken? fue lanzado por la disquera Def Jam Recordings/BAPE Sounds en 1999, y fue coproducido por varias personalidades de la música rap/electrónica entre los cuales están Adrock de los Beastie Boys, Cornelius, Cut Chemist, Daft Punk, Dan the Automator, DJ Premier, DJ Shadow, Just Blaze, Mark Ronson, y The Neptunes.
Su primer sencillo titulado HeartBreaker fue producido por Daft Punk, y contiene elementos más lentos de la canción Human After All (de los mismos Daft Punk).
Dos canciones de los Teriyaki Boyz se incluyeron en la banda sonora de la película The Fast and the Furious: Tokyo Drift: la canción principal Tokyo Drift, y Cho L A R G E (en la cual participa Pharrell Williams).
El 24 de enero de 2007, el grupo lanzó su sencillo I still love H.E.R., que fue producido por Kanye West quien también participa en el tema.
En marzo de 2008 hicieron su último sencillo y vídeo, con la colaboración de Pharrell Williams y Busta Rhymes cuyo nombre lleva el título de ZOCK ON!. El tema fue presentado en el programa musical estadounidense "Music Station", el 14 de marzo de 2008.

## Discografía

### Álbumes de estudio
- BEEF or CHICKEN? (16 de noviembre de 2005)

### Sencillos
- "HeartBreaker" (13 de noviembre de 2006)
- "I Still Love H.E.R." (con Kanye West) (24 de enero de 2001)
- "ZOCK ON!" (con Pharrell y Busta Rhymes)  (19 de marzo de 2003)

### Otras canciones
- The Fast and the Furious: Tokyo Drift (15 de junio de 2006)
  - 01. "Tokyo Drift (Fast & Furious)" (producido por The Neptunes), canción de estilo Phonk
  - 07. "Chō L A R G E" (con Pharrell) (producido por The Neptunes)

### DVD
- The Official Delivery Iccho (29 de marzo de 2006)
- WORLD TOUR 2007 (19 de marzo de 2008)